# Кокталский сельский округ
Кокта́лский се́льский окру́г (ранее — Поли́тотде́лский сельсове́т, каз. Көктал ауылдық округі) — административная единица в составе Байзакского района Жамбылской области Казахстана.
Административный центр — аул Коктал.

## История
В 1989 году существовал как Политотделский сельсовет в составе с двумя населёнными пунктами: сёла Политотдел и Мырзатай.
В периоде 1991—1998 годов сельсовет был переименован и преобразован в Кокталский сельский округ в соответствии с реформами административно-территориального устройства Республики Казахстан.

## Население
| Численность населения | Численность населения | Численность населения |
| 1989                  | 1999                  | 2009                  |
| --------------------- | --------------------- | --------------------- |
| 1625                  | ↗1878                 | ↗2520                 |

## Состав
| № | Населённый пункт | Тип населённого пункта      | Население, 1989 | Население, 1999 | Население, 2009 |
| - | ---------------- | --------------------------- | --------------- | --------------- | --------------- |
| 1 | Коктал           | аул, административный центр | 1 625           | ↗1 878          | ↗2 520          |